# Speaker (fregata 1650)
Speaker byla fregata třídy Speaker, vybavená 50 děly. Postavená byla pro britské námořnictvo společností Christophera Petta v loděnicích Woolwich Dockyard. Na vodu byla spuštěna v roce 1650. V době restaurace Stuartovců v roce 1660 byla přejmenována na HMS Mary. Do roku 1677 byla její výzbroj zvýšena na 62 děl.

## Historie
V roce 1688 byla HMS Mary přestavěna Thomasem Shishem v loděnicích Woolwich Dockyard a byla vyzbrojena 62 děly. Fregata se potopila na Goodwin Sands ve Velké bouři v roce 1703. Zkázu přežil pouze jeden člen z 275 mužů posádky, nicméně kapitán a lodní hospodář se v té době nacházeli na břehu.

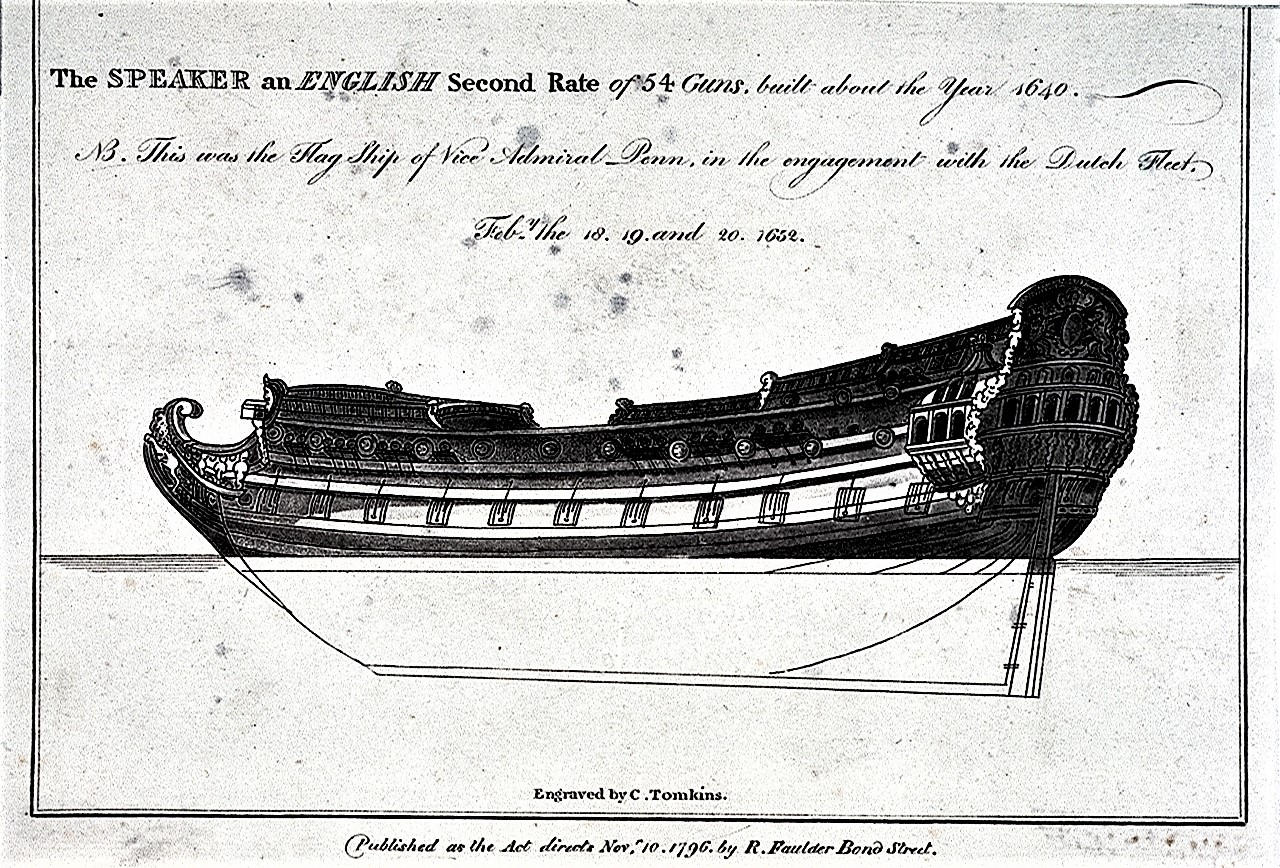
Speaker anglická fregata druhé třídy, 54 děl, postavená kolem roku 1640. Vlajková loď viceadmirála Penna v střetu s nizozemskou flotilou 18. 19. a 20. února 1652

### Nalezení vraku
Místo ztroskotání objevili potápěči v roce 1980 u South Mound. Avšak další vrak byl nalezen v roce 1999 v oblasti North Mound. Je možné, že vrak HMS Mary leží u South Mound a vrak u North Mound patří lodi HMS Restoration, která se zde potopila během stejné bouře. S jistotou to nelze říci. Vraky leží 100 m západně od Goodwin Sands, mezi vraky HMS Stirling Castle a HMS Northumberland. Obě lodě zničila stejná bouře jako HMS Mary.
Místo ztroskotání zkoumali archeologové z Wessexu dne 25. června 2006. South Mound měří 28×12 m, ale nebyl podrobně prozkoumán.